# Cosmorhoe tunkinskata
Cosmorhoe tunkinskata är en fjärilsart som beskrevs av Heydemann 1936. Cosmorhoe tunkinskata ingår i släktet Cosmorhoe och familjen mätare. Inga underarter finns listade i Catalogue of Life.